# Herrenchiemsee (île)
Pour les articles homonymes, voir Herrenchiemsee.
Herrenchiemsee ou la Herreninsel (c'est-à-dire l'« île aux Hommes ») est, avec ses 238 ha, de loin la plus grande des trois îles se trouvant sur le Chiemsee dans le sud de la Bavière. Elle est bien connue pour le château de Herrenchiemsee conçue pour le roi Louis II. Herrenchiemsee forme avec les deux autres îles, Fraueninsel et Krautinsel, la municipalité de Chiemsee, une des plus petites communes de la Bavière.
Une grande partie de l'île est boisée. Contrairement à la Fraueninsel qui compte 300 habitants, Herrenchiemsee n'est pas habitée de façon permanente au long de l'année. 

## Historique

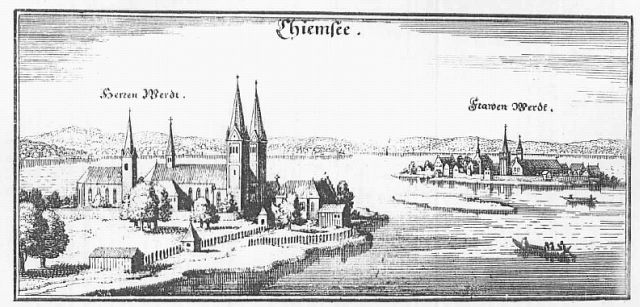
Gravure sur cuivre tirée su Topographia Germaniae de Matthäus Merian, vers 1644.

Selon la tradition, l'abbaye de Herrenchiemsee a été créée sur l'île par le duc Tassilon III de Bavière au VIIIe siècle. Cependant, la fondation du monastère eu lieu dans les années 620 déjà. L'abbaye des chanoines augustins est dissoute au cours de la sécularisation en 1803 ; l'abbatiale fut la cathédrale du diocèse de Chiemsee jusqu'en 1807.
Le roi Louis II de Bavière a acheté l'île en 1873 pour la somme de 350 000 florins. Aujourd'hui la principale curiosité est son château de Herrenchiemsee bâti entre 1878 bis 1886 dans un style néo-baroque sur le modèle de Versailles. On y trouve aussi « l'ancien château » (en allemand : Altes Schloss), l'ancienne abbaye dans lequel la convention constitutionnelle d'Herrenchiemsee élabora l’avant-projet de la Loi fondamentale de la République fédérale d'Allemagne du 10 au 23 août 1948.

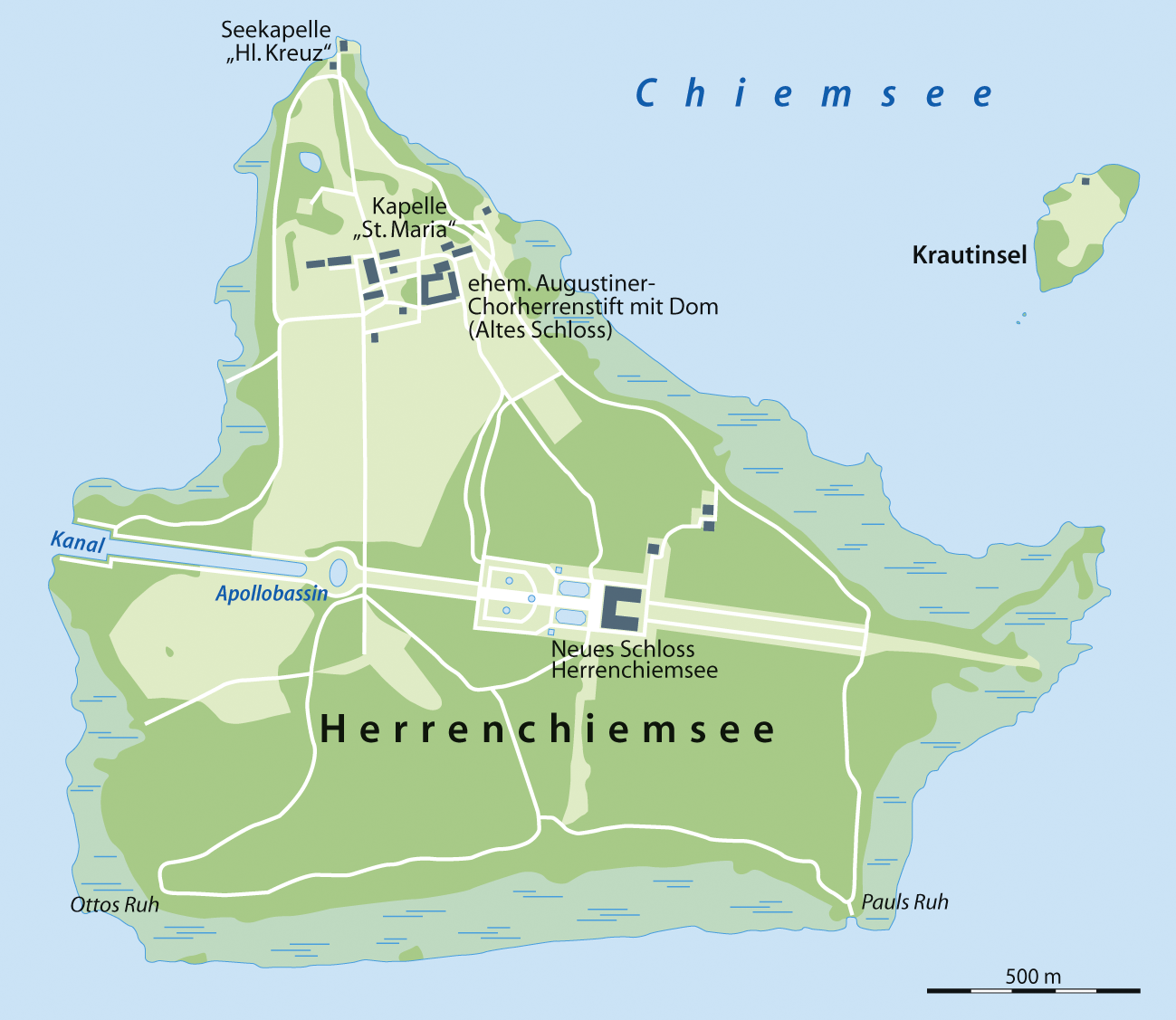
Carte de l'île.
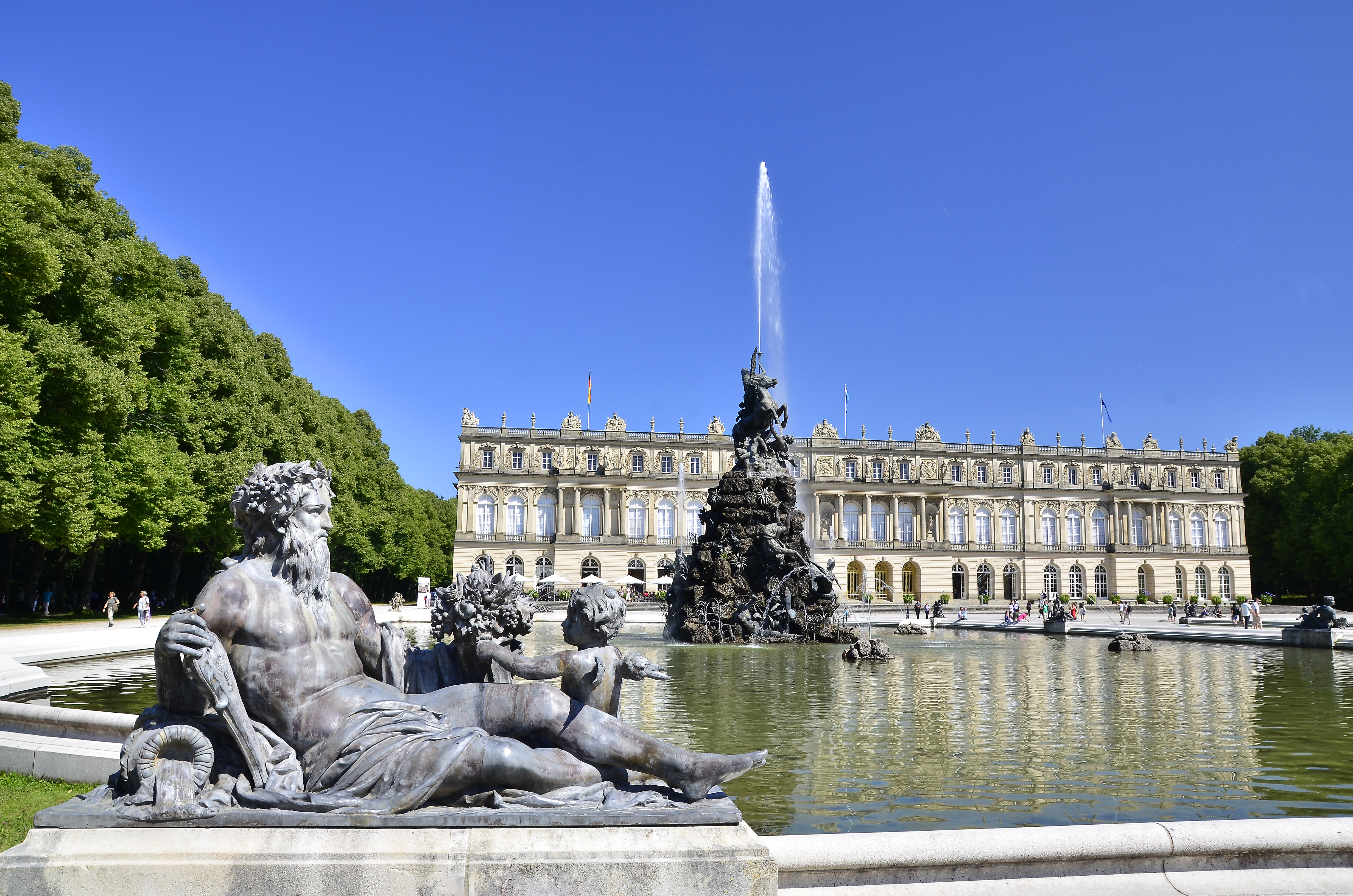
Neues Schloss Herrenchiemsee, le « nouveau château ».